# 2007. február 23-i konzisztórium
A 2007. február 23-i konzisztóriumot XVI. Benedek pápa hívta össze. Ezen a konzisztóriumon 5 boldog szenttéavatási határozatát hirdette ki.

## Szenttéavatási határozatok
- Giorgio Preca pap és rendalapító
- Simone da Lipnica ferences szerzetespap
- Carlo di Sant’Andrea (Giovanni Andrea Houben) pap
- Antonio di Sant’Anna (Antonio Galvão de França) szerzetespap
- Maria Eugenia di Gesú (Anna Eugenia Milleret de Brou) rendalapító

A konzisztórium során a pápa elrendelte, hogy az öt új szent 2007. május 11-én és 2007. június 3-án kerüljön fel a szentek névsorába.